# Maungawhau/Mont Eden
Pour l’article homonyme, voir Éden.
Le Maungawhau/mont Eden, de son nom en maori de Nouvelle-Zélande et de l'anglais Mount Eden, est un volcan endormi de Nouvelle-Zélande. Il est le plus haut sommet naturel de la ville d'Auckland avec 196 mètres d'altitude. Il donne son nom à l'un des faubourgs d'Auckland situés à son pied, Mount Eden, ainsi qu'au stade Eden Park.

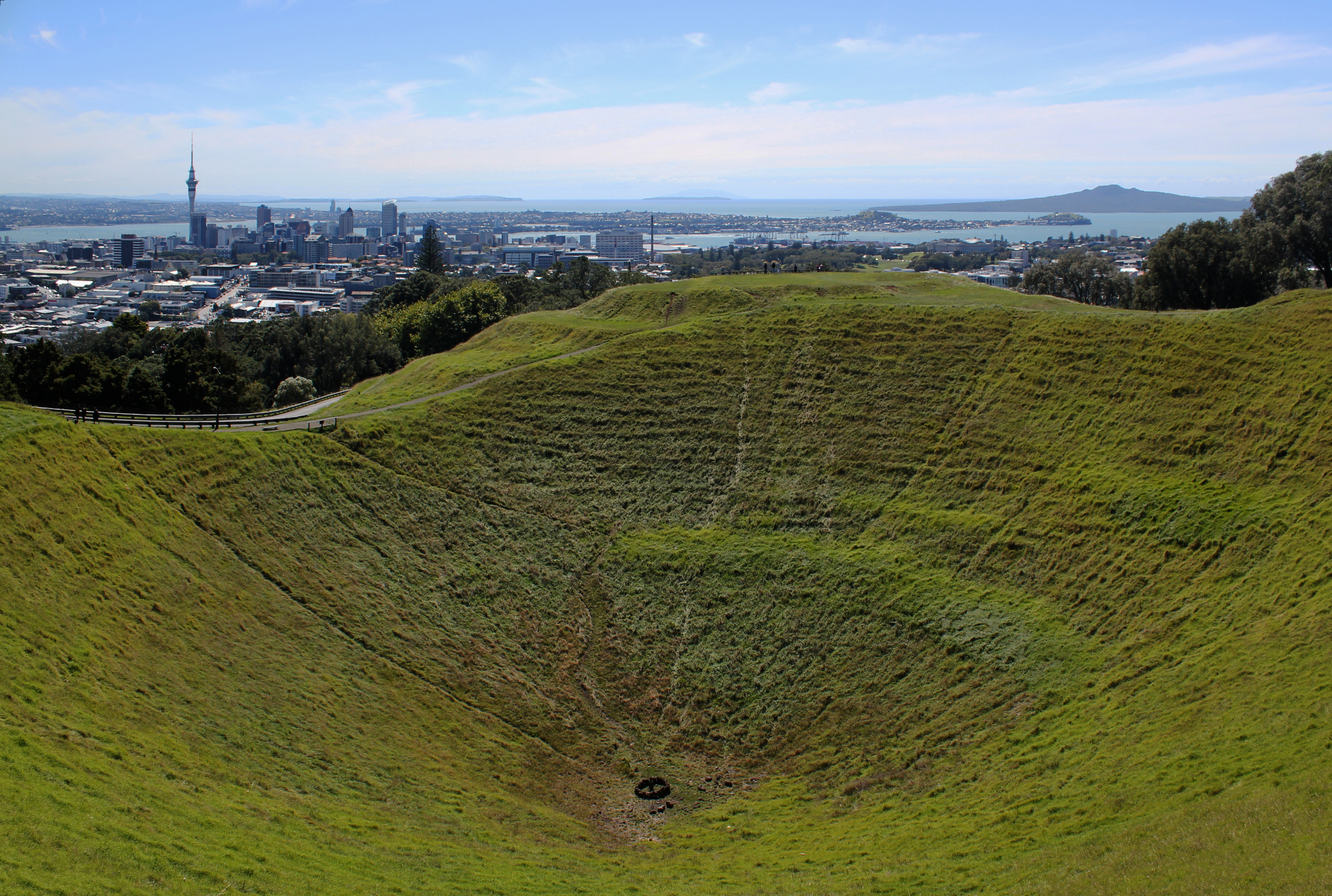
Vue de l'intérieur du cratère du mont Eden avec le centre-ville d'Auckland au second plan.